# Bøvl med bandagerne
Bøvl med bandagerne er en børne- og ungdomsroman skrevet af Dennis Jürgensen. Den blev udgivet i 1988, og det er den femte og sidste bog i Freddy-serien.

## Handling
Mumien Mummy er ved at tabe sine sidste bandager, og hvis dette sker vil han dø. Freddy tager med sine venner til Egypten for at få fat i nye bandager. De farer vild i pen pyramide, men den ellers så distræte Mummy liver op og han får dem sikkert igennem. 